# Giorgio Vanni Project - I cartoni di Italia1
Giorgio Vanni Project – I cartoni di Italia 1 è un album contenente canzoni scritte ed interpretate da Giorgio Vanni.

## Il disco
L'opera è la prima raccolta edita da RTI dedicata interamente all'artista, racchiudendo 15 canzoni e 1 remix. Le pubblicazioni precedenti erano avvenute, infatti, o sotto il nome di Cristina D'Avena o in raccolte miste tematiche. L'album esce il 26 ottobre 2010 dopo aver subito alcuni ritardi nella pubblicazione.
La copertina del CD vede un Giorgio Vanni grintoso circondato dai personaggi delle sigle dei cartoni animati da lui suonate e cantate. Tra queste si vede anche un'immagine di Holly e Benji, inserita probabilmente per errore dato che, Holly e Benji Forever non è presente nel disco.

## Tracce
Testi di Alessandra Valeri Manera tranne dove indicato, musiche di Max Longhi e Giorgio Vanni tranne Io credo in me.
1. What's my Destiny Dragon Ball (Electric Slow Version) – 3:12
2. Blue Dragon (Versione solista) – 3:21
3. Gormiti che miti – 3:21 (testo: Alessandra Valeri Manera, Max Longhi e Giorgio Vanni)
4. Pokémon – 3:03
5. I cavalieri dello zodiaco – 3:30
6. Diabolik – 3:32
7. Hallo Lupin – 3:18
8. Gundam Wing – 3:08
9. Io credo in me – 3:19 (testo: Giuseppe Dati – musica: Cristiano Macrì)
10. Dragon Ball GT – 2:57
11. All'arrembaggio! (Versione solista 2010) – 3:11
12. He-Man and the Masters of the Universe – 3:06 (testo: Cheope e Giuseppe Anastasi)
13. L'incredibile Hulk – 3:18
14. Beyblade – 3:01
15. Detective Conan – 3:06
16. Hypnotic Remix (Medley Yu-Gi-Oh! Duel Runner, Blue Dragon, What's my destiny Dragon Ball) – 6:32 (testo: Alessandra Valeri Manera, Max Longhi, Giorgio Vanni e Fabio Gargiulo)

## Produzione
- Paolo Paltrinieri – Direzione artistica e produzione discografica
- Marina Arena – Coordinamento
- Tony De Padua – Coordinamento
- Andrea Fecchio – Coordinamento
- Giuseppe Spada – Grafica
- Alberto Cutolo – Mastering al Massive Arts Studios, Milano

## Produzione e formazione dei brani

### All'arrembaggio!
- Max Longhi – tastiera, programmazione, produzione e arrangiamento, registrazione e mixaggio al Keypirinha Recording Studio, Lesmo (MB)
- Giorgio Vanni – chitarre, cori e produzione
- Fabio Gargiulo – Registrazione e mixaggio voce al Lova Music Recording Studio, Milano
- I Piccoli Cantori di Milano – cori
- Laura Marcora – Direzione cori
- Nadia Biondini – cori aggiuntivi
- Simona Scuto – cori aggiuntivi
- Marco Gallo – cori aggiuntivi

### Blue Dragon
- Max Longhi – tastiera, programmazione, produzione e arrangiamento
- Giorgio Vanni – chitarra, produzione e arrangiamento
- Fabio Gargiulo – chitarra, registrazione e mixaggio al Lova Music Recording Studio, Milano
- Mary Montesano – cori
- Stefania Camera – cori
- Roberto Oreti – cori

### Hypnotic Remix
- Max Longhi – produzione
- Giorgio Vanni – produzione
- Valerio Vicentini – remix